# Brocade Communications Systems
Brocade, Inc. расположена в Кремниевой долине. Компания проектирует, производит и продаёт комплексные решения, а также программное обеспечение для управления сетями хранения данных. Brocade оказала значительное влияние на индустрию СХД в целом, разработав первые fibre channel коммутаторы и директора.

## История компании

### Приобретение компании McDATA
29 января 2007 года компания Brocade закончила процесс приобретения компании McDATA — одного из лидеров рынка FC-коммутаторов и директоров.

### Приобретение компании Foundry Networks
В декабре 2008 года Brocade завершила сделку по приобретению компании Foundry Networks за 2,6 млрд долларов.
После приобретения к портфелю продуктов Brocade были добавлены бывшие линейки Foundry Networks: BigIron, FastIron, IronPoint, IronShield, IronView, IronWare, NetIron, SecureIron, ServerIron, and TurboIron.

## Эволюция специализированных интегральных схем (ASICs) компании Brocade
1997 год — Первое поколение
- ASIC: Stitch
  - Портов на ASIC: 2
- Коммутаторы: SilkWorm 1000

1999 год — Второе поколение
- ASIC: LOOM
  - Скорость: 1 Gbit/s
  - Портов на ASIC: 4
- Директора: SilkWorm 6400
- Коммутаторы: SilkWorm 2400, 2800, etc.

2001 год — Третье поколение
- ASIC: BLOOM и BLOOM II
  - Скорость: 2 Gbit/s
  - Портов на ASIC: 8
  - Разработан ISL trunking (четырёхпортовые группы называются квадами) и фильтрация пакетов
- Директора: SilkWorm 12000, SilkWorm 24000
- Коммутаторы: SilkWorm 3200, 3800, 3850, etc.

2004 год — Четвёртое поколение
- ASIC: Condor
  - Скорость: 4 Gbit/s
  - Портов на ASIC: 32
  - Разработан расширенный trunking (восьмипортовые группы)
  - Директора: SilkWorm 48000
  - Коммутаторы: SilkWorm 4100, 4900, etc.
  - Маршрутизатор: 7500, FR4-18i (Director blade)
- ASIC: GoldenEye (упрощенный Condor)
  - Скорость: 4 Gbit/s
  - Портов на ASIC: 24
  - Коммутаторы: SilkWorm 200E

2008 год — Пятое поколение
- ASIC: Condor 2
  - Скорость: 8 Gbit/s
  - Портов на ASIC: 40
  - Директора: DCX Backbone
  - Коммутатор: 5100 (1 ASIC, 40 ports)
- ASIC: GoldenEye 2
  - Скорость: 8 Gbit/s
  - Портов на ASIC: 32
  - Коммутаторы: 300 (1 ASIC, 24 порта), 5300 (9 ASICS, 80 портов)

## Продукция компании Brocade

### Оборудование для сетей хранения данных Brocade SAN
Коммутаторы для сетей хранения данных компании Brocade являются основой для объединения серверов и систем хранения данных, позволяя организациям эффективно осуществлять доступ и совместно использовать данные. Основой сетей SAN для решения критически важных задач являются директора Brocade, позволяющие организациям осуществлять консолидированный и управляемый доступ к данным. Коммутаторы Brocade поставляются в России через OEM партнеров Brocade.

#### Аппаратное обеспечение Brocade SAN
| Имя Brocade | Имя McData перед слиянием | Макс. скорость портов (Gb/s) | Макс. количество портов | IBM reseller type-model | HP reseller designation | EMC Connectrix reseller designation |
| ----------- | ------------------------- | ---------------------------- | ----------------------- | ----------------------- | ----------------------- | ----------------------------------- |
| 2800        | -                         | 1                            | 16                      | 2109-S16                | 16                      | DS-16B                              |
| 3200        | -                         | 2                            | 8                       | 3534-F08                | 2/08EL                  | DS-8B2                              |
| 3800        | -                         | 2                            | 16                      | 2109-F16                | 2/16EL                  | DS-16B2                             |
| 3250        | -                         | 2                            | 8                       | 2005-H08                | N/A                     | N/A                                 |
| 3850        | -                         | 2                            | 16                      | 2005-H16                | N/A                     | DS-16B3                             |
| 3900        | -                         | 2                            | 32                      | 2109-F32                | 2/32                    | DS-32B2                             |
| 12000       | -                         | 2                            | 2 x 64                  | 2109-M12                | 2/64                    | ED-12000-B                          |
| 24000       | -                         | 4                            | 128                     | 2109-M14                | 2/128                   | ED-24000B                           |
| 48000       | -                         | 4                            | 384                     | 2109-M48                | N/A                     | ED-48000B                           |
| 200E        | -                         | 4                            | 16                      | 2005-B16                | N/A                     | N/A                                 |
| 4100        | -                         | 4                            | 32                      | 2005-B32                | 4/32                    | DS-4100B                            |
| 4900        | -                         | 4                            | 64                      | 2005-B64                | N/A                     | DS-4900B                            |
| 5000        | -                         | 4                            | 32                      | 2005-B5K                | N/A                     | DS-5000B                            |
| 7500        | -                         | 4                            | 16                      | 2005-R18                | N/A                     | N/A                                 |
| DCX         | -                         | 8                            | 768                     | 2499-384                | N/A                     | ED-DCX-B                            |
| 300         | -                         | 8                            | 24                      | 2498-24E                | SW8/24                  | DS-300B                             |
| 5100        | -                         | 8                            | 40                      | 2498-40E                | N/A                     | DS-5100B                            |
| 5300        | -                         | 8                            | 80                      | 2498-B80                | N/A                     | DS-5300B                            |
| Mi10K       | Intrepid 10000            | 10                           | 256                     | 2027-256                | N/A                     | ED-10000M                           |
| M6140       | Intrepid 6140             | 10                           | 140                     | 2027-140                | 2/140                   | ED-140M                             |
| ?           | ED-6064                   | 10                           | 64                      | 2032-064                | 2/64                    | ED-64M                              |
| ?           | Sphereon 4300             | 2                            | 12                      | 2026-E12                | N/A                     | N/A                                 |
| M4700       | Sphereon 4700             | 4                            | 32                      | 2026-432                | N/A                     | N/A                                 |
| ?           | Sphereon 4500             | 2                            | 24                      | 2026-224                | N/A                     | DS-24M2                             |
| M4400       | Sphereon 4400             | 4                            | 16                      | 2026-416                | N/A                     | N/A                                 |
| ?           | Sphereon 3232             | 2                            | 32                      | 2027-232                | N/A                     | DS-32M2                             |
| ?           | ES-3016                   | 1                            | 16                      | 2031-016                | N/A                     | DS-16M                              |
| ?           | ES-3032                   | 1                            | 32                      | 2031-032                | N/A                     | DS-32M                              |
| ?           | ES-3216                   | 2                            | 16                      | 2031-216                | N/A                     | DS-16M2                             |

### Оборудование для сетей передачи данных Brocade IP
Оборудование для сетей передачи данных Brocade IP предназначено для заказчиков, которым требуется высокая производительность, масштабируемость, совместимость и соответствие стандартам, а также высокая надежность сетей передачи данных. Brocade предлагает оборудование для трех ключевых сегментов рынка: сервис-провайдеров, центров обработки данных и корпоративных или кампусных сетей.
Оборудование для сетей предприятий и дата-центров включает устройства, предназначенные для ядра сети и уровня агрегации. Коммутаторы BigIron, TurboIrion и FastIron Super X. И коммутаторы уровня доступа FastIron различных серий, с поддержкой маршрутизации, PoE, стекирования и различных интерфейсов включая порты 10 Gb Ethernet.
Магистральные маршрутизаторы Brocade для сетей сервис-провайдеров включают линейки NetIron MLX и XMR с поддержкой маршрутизации IPv4 и IPv6, технологий Metro Ethernet, MPLS, и MPLS VPN. Серия NetIron CES 2000 предназначена для использования в качестве CPE на границе сети и поддерживает функции необходимые для магистральной сети, включая Provider Backbone Bridging (PBB).
Серия Brocade ServerIron предназначена для повышения доступности, защищенности и масштабируемости критически важных бизнес-приложений в дата-центрах предприятий и сервис-провайдеров. Устройства ServerIron обеспечивают балансировку нагрузки на сервера, коммутацию на уровне приложений, ускорение SSL и отказоустойчивость для распределенных центров обработки данных.
Система управления Brocade IronView Network Manager (INM) поддерживает все сетевые устройства Brocade и предоставляет возможности для централизованного управления оборудованием включая коммутаторы, маршрутизаторы, беспроводные продукты и устройства управления трафиком.

#### Балансировка нагрузки, оптимизация и доставка приложений
Серия коммутаторов ServerIron ADX
ServerIron ADX позволяет решать следующие задачи:
- балансировка нагрузки (SLB) на всех уровнях, включая уровень приложений (L7), то есть распределение клиентских запросов на сервера с учетом специфики приложений, загрузки серверов, типа трафика и других критериев. Также возможна глобальная балансировка нагрузки (GSLB), то есть распределение трафика между географически разнесенными сайтами (ЦОД), в том числе с учетом их состояния и загруженности каналов.
- снятие нагрузки с серверов, связанной с работой протоколов TCP и SSL. Также возможно осуществлять компрессию трафика для мобильных приложений
- обработка трафика на уровне приложений (L7), например — переписывание HTTP заголовков, замена URL ссылок, и пр.

Функциональность коммутатора поддерживает необходимые функции безопасности, например борьба с DoS / DDoS атаками реализованная аппаратно, то есть без снижения производительности.
Также осуществляется поддержка протоколов маршрутизации (RIPv2, OSPF, BGP), и прочая функциональность, необходимая для поддержки пользовательского трафика в сетях ЦОД.
Там где необходимо отказоустойчивое решение, есть возможность организовать доступ к серверам за счет создания кластеров из коммутаторов, которые будут видны, как единое устройство для пользователя. Доступны варианты отказоустойчивых конфигураций — Active/Stanby и Active/Active.
Максимальные значения параметров для ServerIron ADX (приведены для самой старшей модели ADX 10000):
- 70 Гбс пропускная способность на L7 уровне
- 13 Гбс пропускная способность для SSL трафика
- 128 миллионов в сек. одновременных соединений
- 14 миллионов DNS запросов в сек
- до 16 портов 10 Гб на шасси
- до 48 портов 1 Гб на шасси (медь и/или оптика)

#### Оборудование для локальных сетей ЦОД
В 2010 году компания Brocade анонсировала принципиально новую стратегию построения сетей «Brocade One», которая позволяет максимально упростить дизайн локальных сетей и сетей центров обработки данных и при этом повысить пропускную способность, отказоустойчивость и масштабируемость подобных решений.
Ключевые элементы новой архитектуры это технологии Brocade Virtual Access Layer (VAL) и Virtual Cluster Switching (VCS) форсируют Ethernet-фабрику, получившую это название по аналогии FC-фабрики из мира SAN. Виртуальный уровень доступа VAL определяет каким образом виртуальные машины получают доступ в сеть. Виртуальный кластер коммутации (VCS) позволяет обойти все ограничения традиционного Ethernet связанные с использованием протокола STP (Spanning Tree Protocol) в локальной сети, а также добавляет ряд уникальных преимуществ:
- Единое управление всеми устройствами
- Повышенную отказоустойчивость
- Гарантированно равномерную загрузку на всех каналах
- Независимость работы трафика приложений от изменений конфигурации сети
- Минимальную и предсказуемую задержку трафика
- Одновременную передачу протоколов IP и FC (Fibre Channel) по одному каналу

Первое устройство в рамках новой архитектуры это 10-гигабитный коммутатор Brocade VDX 6720 на 24 или 60 портов, который уже в первом релизе поддерживает автоматическое образование кластера VCS и гарантированную передачу FC поверх Ethernet FCoE.
На втором этапе были выпущены коммутаторы VDX 6730 имеющие помимо конвергентных портов 10Gbe ещё и порты FC для подключения к сетям хранения.
В третьей генерации конвергентных коммутаторовы для Ethernet-фабрики стало шассийное устройство VDX 8770 с платами на 10 и 40Gbe.

#### Оборудование для операторов и сервис-провайдеров
После приобретения Foundry Networks Brocade продолжил использование разработок Huawei в области SP и предлагает на рынок коммутаторы и маршрутизаторы для построения транспортных операторских сетей с использованием технологий MPLS или MetroEthernet.
Флагманский маршрутизатор Brocade серии NetIron MLX/MLXe на сегодняшний день являются самыми производительными на рынке среди многофункциональных устройств для корпоративных и операторских сетей. Благодаря распределенной, полностью неблокируемой архитектуре NetIron MLX имеет возможность агрегировать до 32 портов 100 Гб, до 256 портов 10 Гб или до 1536 портов 1 Гб общей производительностью более 15 Тб/с, при этом маршрутизатор способен обеспечить передачу до 7.6 миллиардов пакетов в секунду.
Функциональность программного обеспечения позволяет объединять до 64 10 Гб портов в один виртуальный канал пропускной способностью 640 Гб или до 16 портов 100 Гб с суммарной пропускной способностью 1,6 Тб.
Технология «Brocade Direct Routing (BDR)» позволяет аппаратно осуществлять маршрутизацию пользовательского трафика на линейных картах без участия управляющего модуля.
Маршрутизаторы серии NetIron MLX имеют следующие технические характеристики, которые позволяют эффективно использовать данное оборудование в сетях любого масштаба:
- до 16 тыс. VPLS туннелей емкостью до 1 млн MAC адресов
- до 32 тыс. VLL (EoMPLS) туннелей
- 4094 VLAN с поддержкой до 1 млн MAC адресов
- аппаратная поддержка до 1 млн IPv4 маршрутов
- аппаратная поддержка до 240 тыс. IPv6 маршрутов
- до 10 млн BGP маршрутов
- до 2000 BGP/MPLS VPN и 1 млн VPN маршрутов

## Слияния и поглощения
- 2003 — Rhapsody Networks
- 2005 — Therion Software
- 2006 — NuView (разработка ПО для управления данными на уровне предприятия)
- 2007 — Silverback Systems (обеспечение ускорения сетевых приложений)
- 2007 — McDATA (ключевой конкурент на рынке FC-коммутаторов и директоров)
- 2008 — Strategic Business Systems (профессиональные сервисы для систем хранения)
- 2008 — Foundry Networks (Производитель маршрутизаторов и коммутаторов Ethernet)
- 2012 — Vyatta (Разработчик виртуальных маршрутизаторов и SDN)
- 2016 - 2 ноября 2016 года американский полупроводниковый производитель Broadcom сообщил о покупке Brocade Communications Systems за $6 млрд